# Saint George’s Island (Bermuda)
Saint George’s Island ist eine Insel im äußersten Nordosten der westatlantischen Inselgruppe Bermuda. Sie gehört überwiegend zum St. George’s Parish, einem Verwaltungsgebiet im Osten von Bermuda.

## Geographie
Die etwa 2,8 km² große Insel wird durch die Mullet Bay und einen dort liegenden schmalen Isthmus in zwei nahezu gleich große Gebiete geteilt. Im leicht hügeligen Nordteil der Insel, welcher südlich an die Bucht Saint George’s Harbour grenzt, liegt der gleichnamige Hauptort Saint George’s, im dünn besiedelten, flachen Südteil befinden sich dagegen überwiegend Industrieanlagen sowie ein gewerblicher Hafen.
Mit der südlich angrenzenden Insel Saint David’s, auf welcher der internationale Flughafen von Bermuda liegt, ist Saint George’s Island über eine kleine Brücke verbunden. Zur bermudischen Hauptinsel (Grand Bermuda) besteht heute keine direkte Verbindung mehr. Früher führte eine Eisenbahnlinie über eine schmale und 300 Meter lange Brücke von der Südspitze von Saint George’s Island nach Coney Island und von dort über eine weitere Brücke auf die Hauptinsel. Heute führt der indirekte Weg über einen 1.000 Meter langen Fahrdamm (The Causeway) vom Südwesten der Flughafeninsel Saint David’s zur Nordostspitze von Grand Bermuda. Daneben bestehen aber zahlreiche Fährverbindungen zwischen den Inseln.

## Geschichte
Saint George’s Island, das zeitweise King’s Island hieß, war der am frühesten kolonialisierte Teil von Bermuda. Der Name der Insel geht vermutlich auf den englischen Admiral Sir George Somers zurück, welcher 1609 die ersten Siedlungen auf den Bermudainseln gründete.